# 163
Вижте пояснителната страница за други значения на 163.

## Събития
- в борбата с Партите, Римляните заловен Армения